# Geococcus
Geococcus es un género de fanerógamas de la familia Brassicaceae. Comprende tres especies. 

## Especies
- Geococcus fiedleri
- Geococcus pusillus
- Geococcus supinus